# 六腳陳港宅第
六腳陳港宅第位於臺灣嘉義縣六腳鄉，過去是曾擔任灣內保甲聯合會長、六腳庄協議會員等職的陳港之宅第。該宅第為三合院建築，約建於1936年。而在左右護龍門旁的牆上，有著寫了「NO」、「S」、「MA」、「V」等字的洗石子，然而陳家後代子孫並不清楚當初為何會寫上這些字母的原因和其含義。
2017年10月5日，該建築被公告為嘉義縣歷史建築。

## 照片

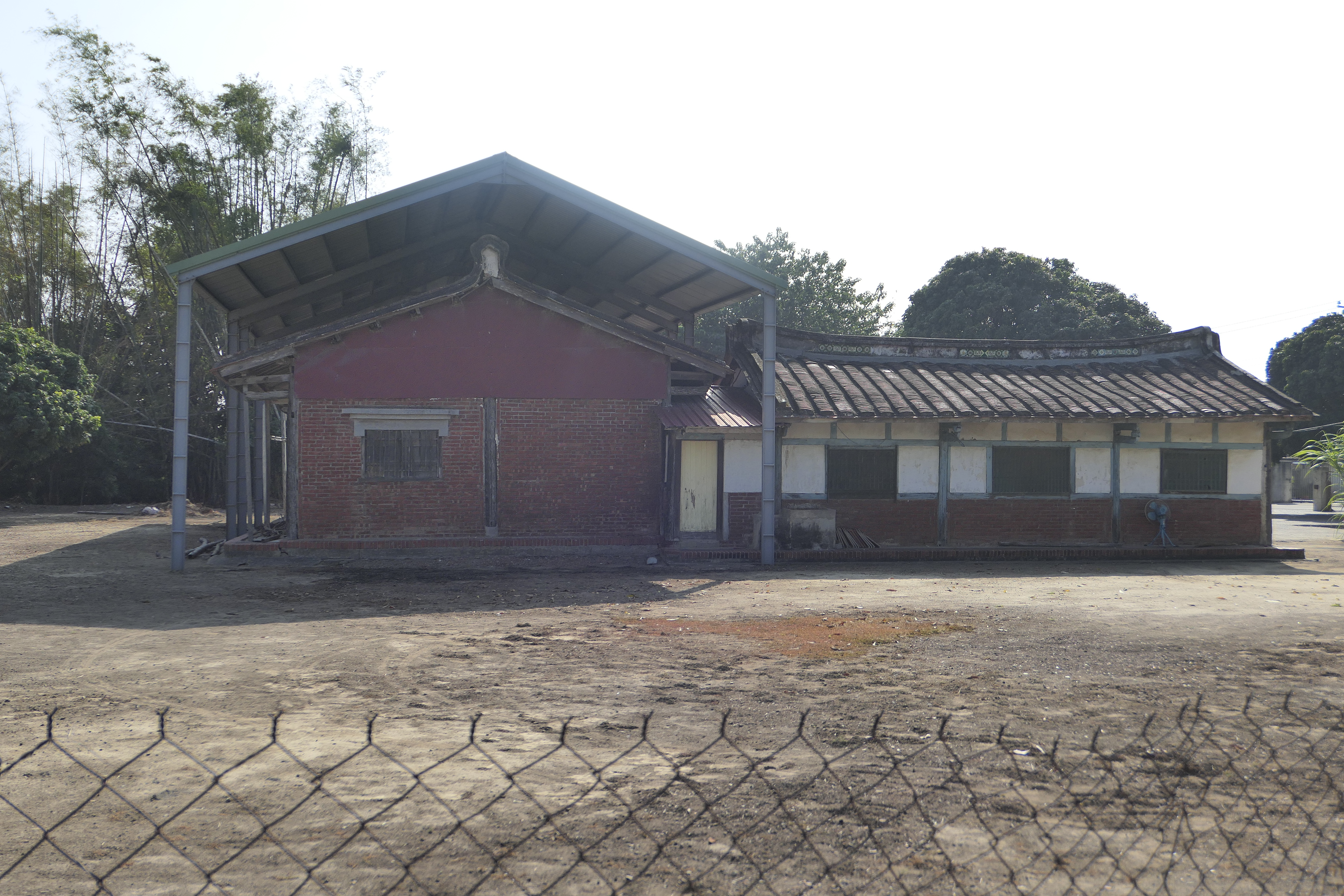
側面
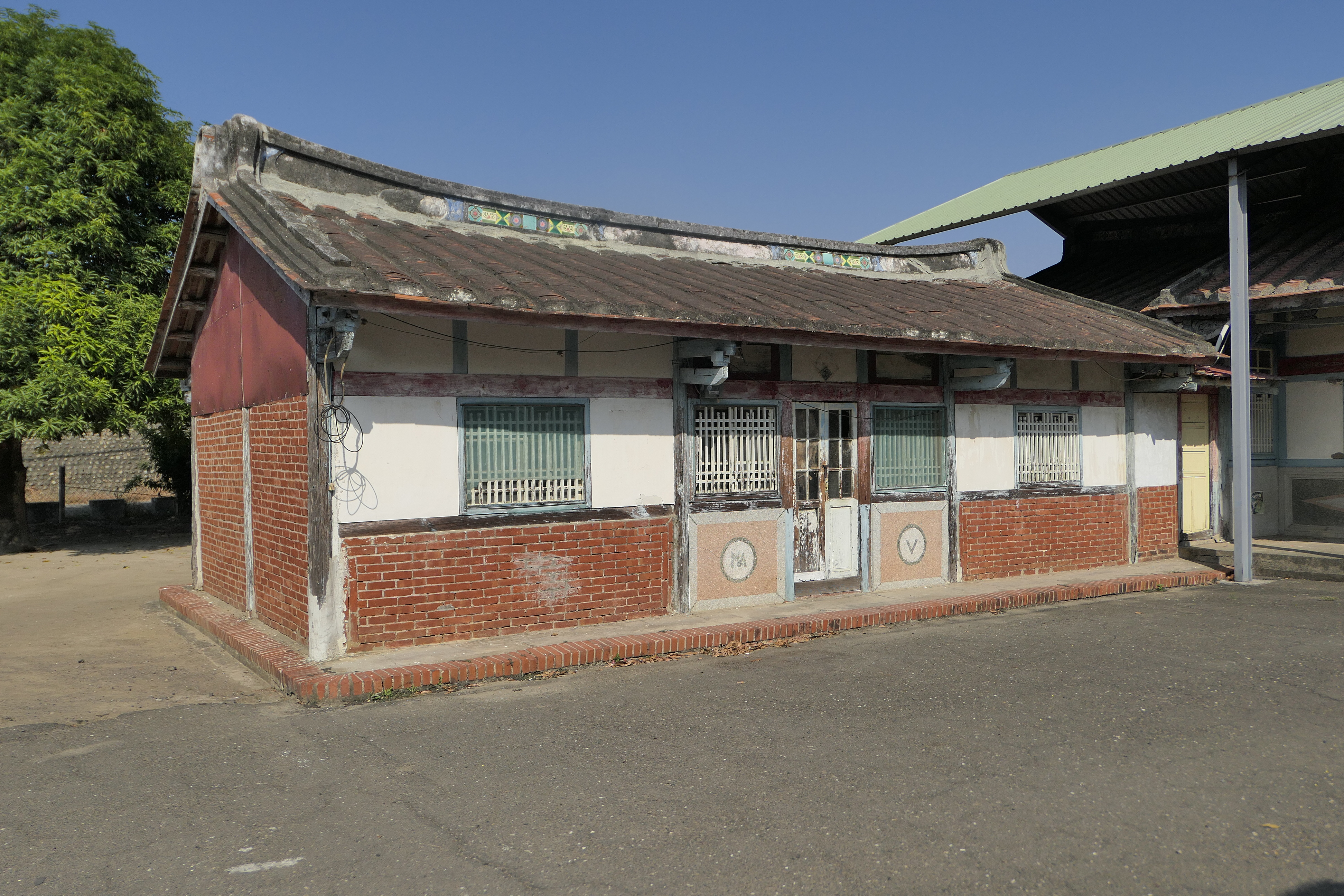
右護龍
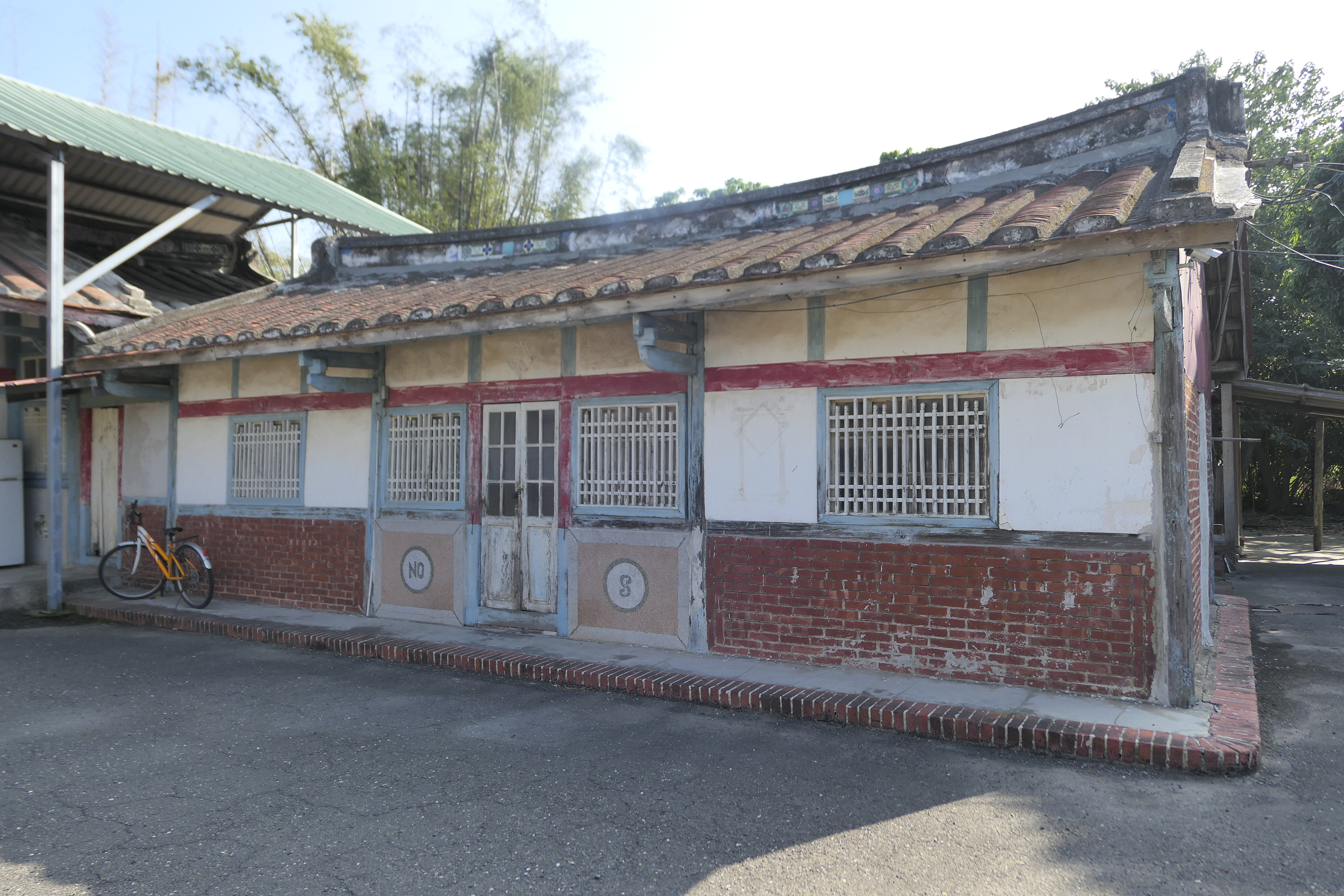
左護龍